# NGC 4700
NGC 4700 (również PGC 43330) – galaktyka spiralna z poprzeczką (SBc), znajdująca się w odległości około 50 milionów lat świetlnych w gwiazdozbiorze Panny. Została odkryta 25 marca 1786 roku przez Williama Herschela. Jest to galaktyka aktywna.
W galaktyce NGC 4700 następuje intensywny proces produkcji nowych gwiazd. Znajdują się w niej liczne jasne, różowawe obszary H II, w których intensywne ultrafioletowe światło młodych, gorących gwiazd pobudza do świecenia gaz wodorowy.
NGC 4700 oddala się od Słońca z prędkością 1400 km/s.